# Абсорбция (фармакология)
Абсорбция — это процесс передачи лекарственного препарата от места введения к месту действия .
Препарат всасывается по-разному в зависимости от способа введения (пероральный, местный и т. д.) и выбранной формы (например, таблетки, капсулы или раствор) . Абсорбция некоторыми путями, такими как внутривенные или внутримышечные инъекции, энтеральное питание, достаточно прямолинейна и неизменна, а биодоступность часто близка к 100 %. При внутрисосудистом введении абсорбции не происходит, и потери препарата отсутствуют . Самый быстрый путь абсорбции — ингаляция .
Абсорбция является одним из основных направлений в разработке лекарств и медицинской химии, поскольку, прежде чем наступит лекарственный эффект, лекарство должно проникнуть в ткани. Кроме того, путем корректировки факторов, влияющих на абсорбцию, фармакокинетический профиль препарата может быть значительно изменен.

## Растворение
Наиболее распространенным способом введения лекарственных препаратов является пероральный прием . Проходя через пищевод в желудок, содержимое капсулы или таблетки всасывается в желудочно-кишечном тракте. Затем лекарственное средство проходит через печень и почки .
Поскольку скорость растворения является важным показателем для контроля продолжительности действия лекарственного средства, могут разрабатываться  несколько лекарственных форм, содержащих один и тот же активный ингредиент, которые отличаются только скоростью растворения. Если лекарство поставляется в форме, которая плохо растворяется, оно может высвобождаться постепенно и действовать дольше. Более длительное действие может помочь в соблюдении режима приема, поскольку лекарство не нужно будет принимать так часто. Кроме того, лекарственные формы с медленным высвобождением могут поддерживать концентрацию в приемлемом терапевтическом диапазоне в течение более длительного периода времени, тогда как лекарственные формы с быстрым высвобождением могут иметь более резкие пики концентрации в сыворотке .
Скорость растворения описывается уравнением  Нойеса — Уитни, как показано ниже:
{\displaystyle {dW \over dt}={DA(C_{s}-C) \over L}},
где
- {\displaystyle {dW \over dt}} — скорость растворения;
- {\displaystyle A} — площадь поверхности твердого тела;
- {\displaystyle C} — концентрация твердого вещества в массе среды растворения;
- {\displaystyle C_{s}} — концентрация твердого вещества в диффузионном слое, окружающем твердое вещество;
- {\displaystyle D} — коэффициент диффузии;
- {\displaystyle L} — толщина диффузионного слоя.

Как следует из уравнения Нойеса — Уитни, скорость растворения может быть изменена главным образом за счет изменения площади поверхности твердого тела путем изменения размера частиц (например, при микронизации). Для многих лекарств уменьшение размера частиц означает снижение дозы, необходимой для достижения того же терапевтического эффекта. Уменьшение размера частиц увеличивает удельную площадь поверхности, при этом скорость растворения не влияет на растворимость.
Скорость растворения также можно изменить, выбрав подходящий полиморфа соединения. Различные полиморфы имеют разные характеристики растворимости и скорости растворения, в частности кристаллические формы растворяются медленнее, чем аморфные, поскольку во время растворения им требуется больше энергии для разрушения кристаллической структуры решетки. Чем более стабилен кристаллический полиморф, тем больше его скорость растворения. Разную скорость растворения имеют водные и безводные формы препарата. Безводные формы зачастую растворяются быстрее, но в ряде случаев они менее растворимы.
Для контроля растворимости также используется этерификация. Например, стеаратные и эстолатные эфиры лекарств имеют пониженную растворимость в желудочном соке. Позже эстеразы в стенках желудочно-кишечного тракта (ЖКТ) и в крови гидролизуют эти сложные эфиры с высвобождением исходного лекарственного средства.
Разного рода покрытия на таблетках или гранулах могут действовать как барьеры, снижающие скорость растворения. Такие покрытия также могут использоваться для контроля места растворения. Например, энтеральные покрытия растворяются только в основной среде кишечника.
Если препарат уже имеет форму раствора, то процессы растворения к нему не применимы.
Липидорастворимые препараты всасываются быстрее, чем водорастворимые .

## Ионизация
Желудочно-кишечный тракт выстлан эпителиальными клетками. Лекарства должны пройти через эти клетки или проникнуть в них, чтобы попасть в кровоток. Для некоторых лекарств мембраны клеток могут служить барьером. По сути это полупроницаемые мембраны, представляющие собой липидные бислои. Чистые липидные бислои обычно проницаемы только для небольших незаряженных растворенных частиц. Следовательно, ионизация молекулы оказывает влияние на ее проникновение через мембранный слой. Заряженные молекулы лучше растворяются, а нейтральные лучше проникают через барьер. Некоторые молекулы имеют специальные обменные белки и каналы, облегчающие движение из просвета в кровоток.
Ионы не могут пассивно диффундировать через желудочно-кишечный тракт, поскольку мембрана эпителиальных клеток состоит из двойного слоя фосфолипидов, в которых заряженные гидрофильные головки обращены наружу, а незаряженные гидрофобные цепи жирных кислот находятся в середине слоя. Цепочки жирных кислот отталкивают ионизированные заряженные молекулы. Это означает, что ионизированные молекулы не могут пройти через кишечную мембрану и попасть в кровоток.
Уравнение Хендерсона — Хассельбальха дает возможность определить долю вещества, которое ионизировано при заданном pH. В желудке лекарства, являющиеся слабыми кислотами (например, аспирин), будут присутствовать в основном в неионной форме, а слабые основания — в ионной форме. Слабые кислоты будут лучше всасываться в желудке с высокой кислотностью, поскольку неионные формы легче диффундируют через клеточные мембраны.
Однако в щелочной среде кишечника верно обратное: слабые основания (такие как кофеин) будут диффундировать легче, поскольку они неионогенны.
Химики, занятые разработкой лекарств, обращают на этот аспект абсорбции особое внимание. Например, они могут выбрать аналог препарата, который с большей вероятностью будет находиться в неионной форме. Кроме того, химики могут разработать пролекарства — соединения, которые могут легче поступать в кровоток и затем метаболизироваться в организме в активное соединение. Однако изменение структуры молекулы может давать менее предсказуемые результаты, чем изменение свойств растворения, поскольку изменения химической структуры могут повлиять на фармакодинамические свойства препарата.
Растворимость препарата-кандидата и способность проникать к органам и тканям — важные физико–химические свойства, которые исследователь не может не учитывать .

## Другие факторы
Абсорбция также варьируется в зависимости от биологической активности, резонанса, индуктивного эффекта, изостеризма, биоизостеризма и других факторов.

## Типы
В фармакокинетике различают следующие типы абсорбции .
- Мгновенная абсорбция: всасывание происходит почти мгновенно. Типичным примером является болюсная внутривенная инъекция.
- Абсорбция нулевого порядка: скорость поглощения постоянна. Типичным примером является непрерывная внутривенная инфузия.
- Абсорбция первого порядка: скорость всасывания пропорциональна количеству оставшегося для абсорбции препарата. Примеры включают стандартные случаи перорального приема, подкожные инъекции и внутримышечные инъекции.